# 藤田のり子
藤田 のり子（ふじた のりこ、1965年3月3日 - ）は、兵庫県出身の女優。劇団水曜座に所属していた。
身長160cm。体重43kg。旧芸名は中西 典子、藤田 典子。

## 出演作品

### 映画
- 別れぬ理由（1987年）
- 龍飛岬（1988年）
- ころがし涼太 激突!モンスターバス（1988年）
- 徳川の女帝 大奥（1988年）
- 遠き落日（1992年）
- Zの回路 復讐の裏ゴト師（1996年）
- 座頭市（2003年）

### テレビドラマ
- 特捜最前線（1986年）
  - 第480話「殺人志願! 少女、18歳の熱い夏」
  - 第493話「二人の女・重複した殺意!」
  - 第496話「魔のクリスマスプレゼント!」
- 銭形平次（風間杜夫版） 第8話「人情、雛祭り」（1987年）
- さよならママ（1987年）
- 大都会25時（1987年）
- 土曜ワイド劇場
  - 北海道湯けむりツアー殺人事件（1988年）
  - 仙台・松島湾島めぐりツアー殺人事件（1989年）
  - 伊豆天城峠殺人交差（1992年）
  - ママさん記者明衣子の事件（1999年）
  - 牟田刑事官事件ファイル 第29作「横浜〜釧路湿原 マリモが知る三重殺人の謎…」（2001年）
  - 警視庁女性捜査班 第3作「ダブルストーカー殺人」（2001年）
- もっとあぶない刑事（1988年）
- 勝手にしやがれヘイ!ブラザー（1989年）
- ビートたけしの痛快時代劇「なめくじ長屋捕物さわぎ」（1990年）
- 刑事貴族（1990年）
- 火曜サスペンス劇場 六月の花嫁 第2作「結婚指輪」（1990年）
- 月曜・女のサスペンス 魔性の宿 密会殺人事件（1990年）
- 代表取締役刑事 第39話「勇気ある追跡」（1991年）
- 大江戸捜査網 第18話「面影の女 隠密同心が消えた!」（1992年）
- ラストフレンド（1993年）
- はぐれ刑事純情派9 第20話「安浦刑事が仲人! 掏摸からすった男」（1996年）
- はるちゃん4（2000年）- フジ奴 役
- はみだし刑事情熱系 PART5 第6話「被害者遺族の凶弾!! 娘から届いたビデオ」（2000年）

### テレビ番組
- 11PM

### オリジナルビデオ
- 首都高トライアル3（1991年）

### 舞台
- 風林火山